# Sasaokaea aomoriensis
Sasaokaea aomoriensis är en bladmossart som beskrevs av Hiroshi Kanda 1976 [1977. Sasaokaea aomoriensis ingår i släktet Sasaokaea och familjen Amblystegiaceae. Inga underarter finns listade i Catalogue of Life.